# Bostezo

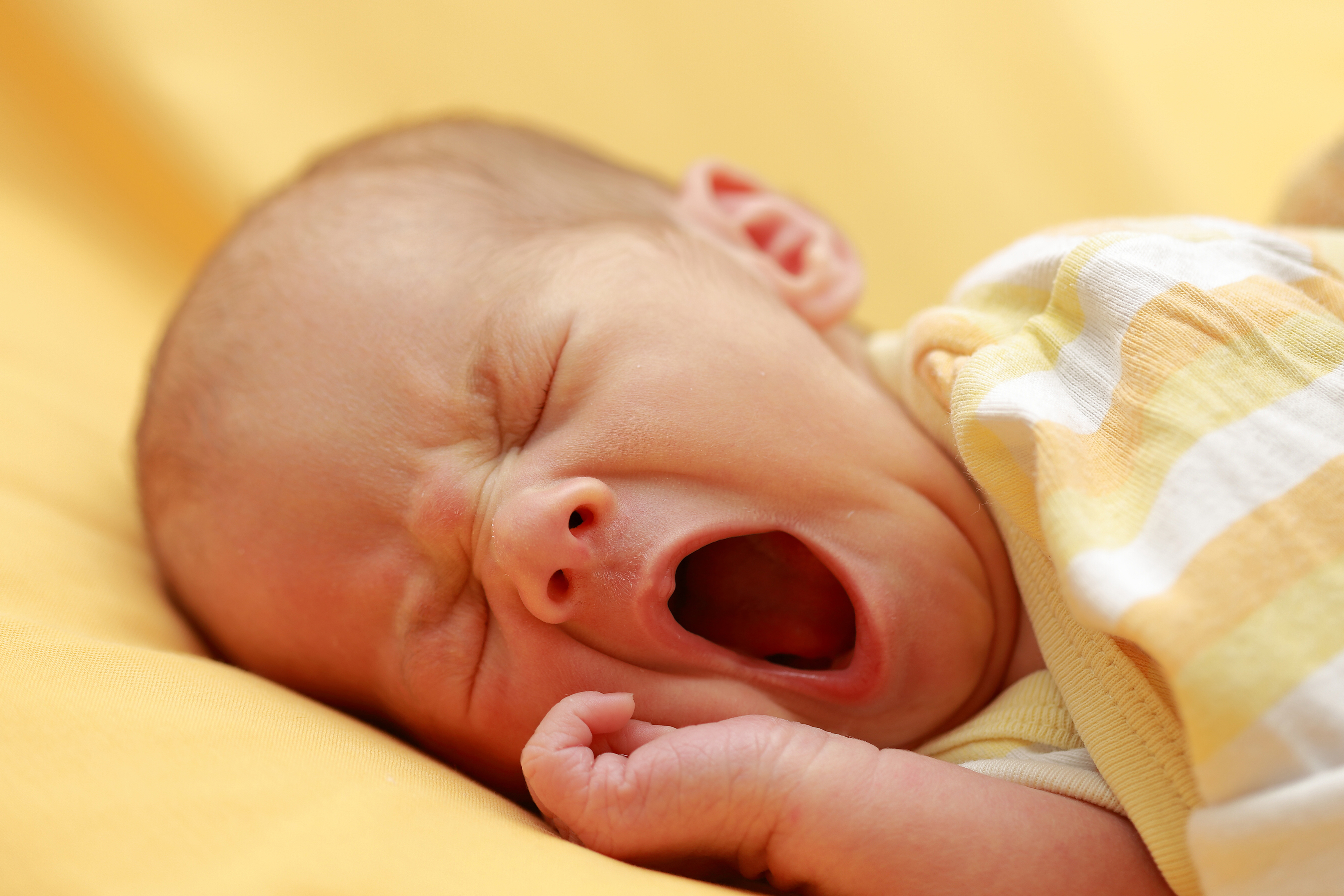
Bebé bostezando.

Un bostezo es la acción incontrolada de abrir la boca, con separación muy amplia de los maxilares, para realizar una inhalación profunda a la que sigue una exhalación de algo menos de lo inhalado, con cierre final de la apertura bucal. Cuando se bosteza, además, se estiran los músculos faciales, se inclina la cabeza hacia atrás, se cierran o entornan los ojos, se lagrimea, se saliva, se abren las trompas de Eustaquio del oído medio y se realizan muchas otras, aunque imprecisas, acciones cardiovasculares, neuromusculares y respiratorias.
Es una acción común entre los animales vertebrados. Los mamíferos y la mayoría del resto de animales dotados de columna vertebral bostezan, incluyendo peces, serpientes, tortugas, cocodrilos y aves. Cuando constituye una afección espasmódica morbosa, se denomina casmodia.
Existen otros usos de la palabra bostezo, como el término bostezo articular que se utiliza coloquialmente en la jerga sanitaria para referirse a la apertura anormal de una articulación.

## Características

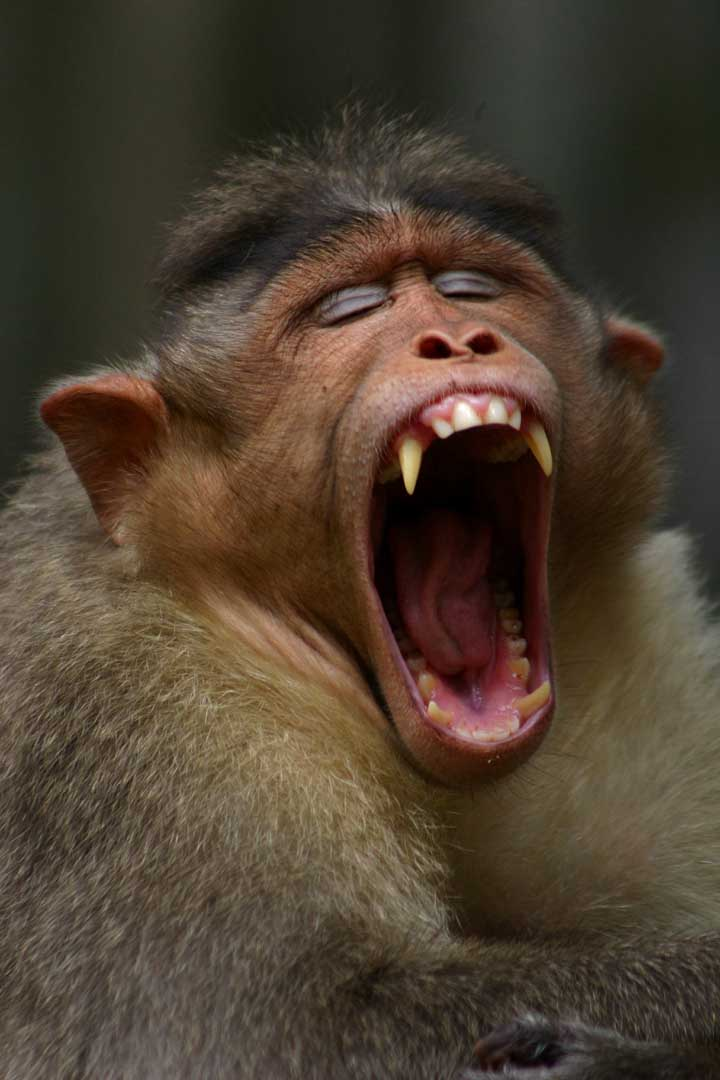
Un mono bostezando

Todos los bostezos son prácticamente iguales, pero su forma y duración pueden diferir.
El bostezo constituye un ejemplo de lo que en los estudios clásicos de comportamiento animal (etología) se denomina «pauta fija de acción», instintiva. No es un reflejo, una respuesta corta, rápida y proporcional a un simple estímulo.
El bostezo sigue su curso durante un promedio aproximado de ocho a diez segundos, pero su duración puede variar entre alrededor de tres segundos y medio y superar en mucho la media normal.
No se puede bostezar a medias. Como toda «pauta fija de acción», posee una intensidad característica, por cuya razón casi no se puede contener un bostezo. 
Sin embargo, algunas personas manifiestan recibir molestias de terceros durante el acto del bostezo, lo cual puede implicar una interrupción del proceso.
Los bostezos llegan en tandas y el intervalo entre bostezo y bostezo varía alrededor de 68 segundos[cita requerida]. No hay relación entre la frecuencia y la duración de los bostezos; producir bostezos cortos o largos no se compensa por bostezar con mayor o menor frecuencia.
Para la inhalación, al comienzo de un bostezo, y la espiración, a su término, no es necesario mantener libres las fosas nasales. Sí es esencial, sin embargo, la inhalación de aire por la boca y abrir completamente las mandíbulas.
El bostezo es un poderoso mensaje no verbal con varios posibles significados, dependiendo de las circunstancias:
- Puede ser un indicador de cansancio, estrés, exceso de trabajo o aburrimiento. También, en raras ocasiones, de hambre.
- Una acción que indica descompresión psicológica tras un estado de alerta elevado.
- Un medio de expresión de emociones fuertes como la ira, el aburrimiento o el rechazo.

Un bostezo puede expresar fuertes mensajes asociales, por lo que en algunas culturas la gente intenta disimular el bostezo colocando una mano sobre la boca.
Se ha verificado experimentalmente que un 60% de las personas responden a un bostezo con otro bostezo. Así que los bostezos son contagiosos entre los seres humanos, también entre animales y humanos. Se ha confirmado que entre chimpancés ocurre lo mismo; por consiguiente, debe estar asociado a la empatía y a las neuronas espejo.

## Causas posibles
Su estrecha relación con el ciclo sueño-vigilia, especialmente en los momentos previos al dormir y siguiendo al despertar, está vinculado a cambios de estado y de actividad. El único componente de este reflejo que se encuentra solo en el ser humano, es que puede "contagiarse". Por lo tanto, se lo considera como constituyente del mecanismo adaptativo de respuesta al estrés, formando parte del reflejo de vigilancia. Las estructuras anatómicas y los sistemas neuroquímicos comunes intervinientes en el bostezo, el ciclo sueño-vigilia y la epilepsia del lóbulo temporal, nos permitirían postular que el bostezo sería la expresión de un sistema de protección inducido por los Péptido opioide, que actuarían en la inhibición y prevención de las crisis epilépticas del lóbulo temporal. El tronco cerebral al detectar esto genera el bostezo. La boca se ensancha y los pulmones inhalan profundamente, trayendo oxígeno hacia los pulmones y consecuentemente a la corriente sanguínea. Una hipótesis más reciente afirma que el bostezo sirve para regular la temperatura corporal  o para relajar la musculatura de la cara al estar mucho tiempo de la misma forma; Otra teoría sostiene que los bostezos son provocados por los mismos productos químicos en el cerebro (neurotransmisores) que afectan las emociones, el sentido del humor, el apetito y otros fenómenos. Estos productos químicos incluyen serotonina, dopamina, ácido glutámico y óxido nítrico. A medida que más de estos compuestos son activados en el cerebro, la frecuencia de los bostezos aumenta. Por el contrario, una mayor presencia en el cerebro de neurotransmisores narcóticos, tales como la endorfina, reduce la frecuencia de los bostezos. 
Diversas teorías intentan explicar las bases fisiológicas del bostezo. Para explicar esa bocanada de aire de 6 segundos, entre las explicaciones más comunes está la de concebir la oscitación como un sistema para aumentar la concentración de oxígeno en sangre y paralelamente disminuir la concentración de dióxido de carbono. Manejando esta hipótesis el neurocientífico Robert Provine de la Universidad de Maryland, en Baltimore County, EE. UU comprobó empíricamente en 1987 que no existe una correlación clara entre el oxígeno ambiental y la proporción de bostezos. (Fuente: http://provine.umbc.edu/ Archivado el 14 de octubre de 2014 en Wayback Machine.)

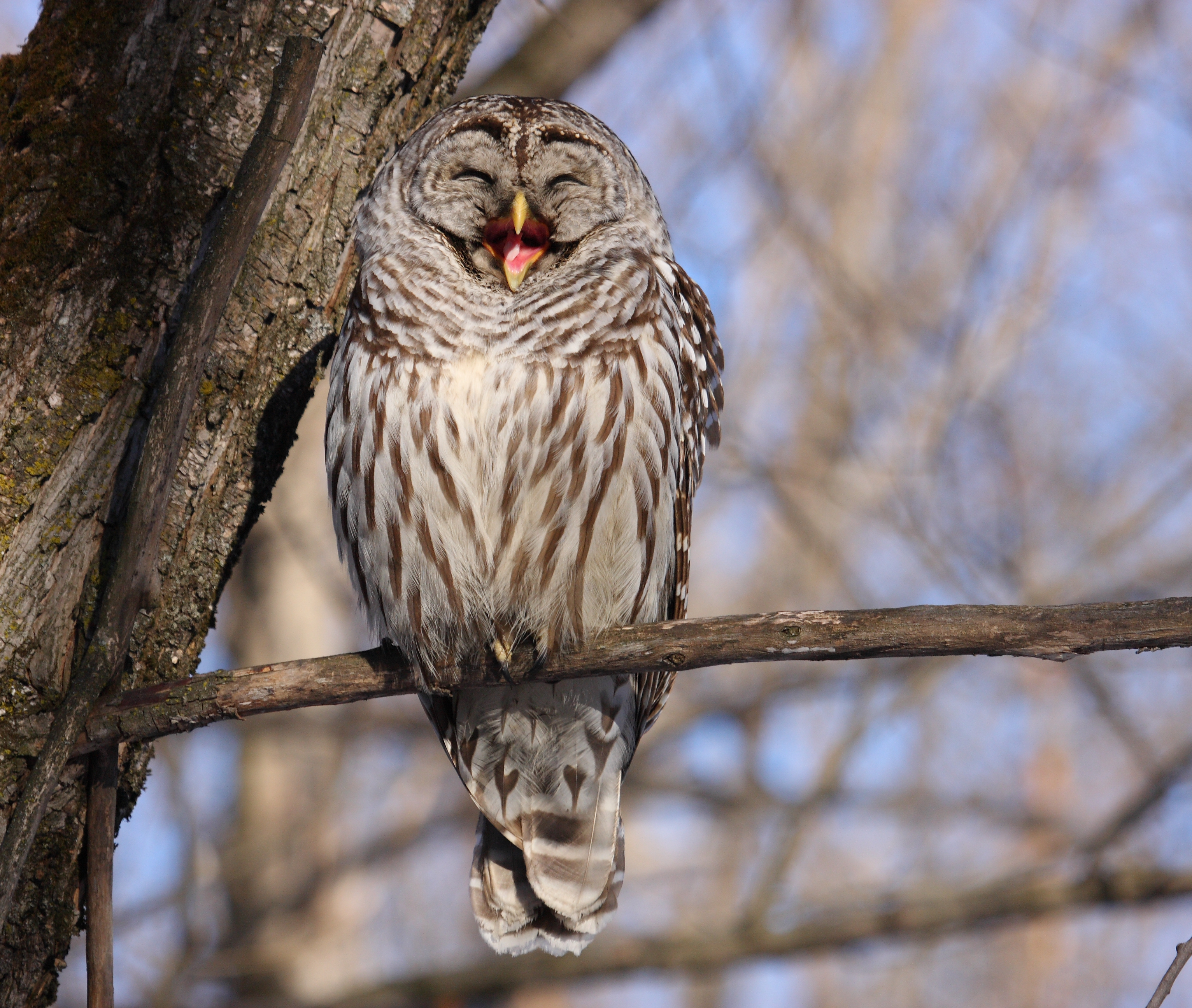
Un cárabo norteamericano (Strix varia) bostezando.

A menudo se dice que el bostezo es contagioso: si una persona bosteza, esto causará que otra persona "responda" el bostezo, en ocasiones generando una cadena por empatía y obra de las neuronas espejo. Las razones para esto son poco claras, posiblemente se deba al "poder de sugestión". Otras teorías sugieren que el bostezo sirve para sincronizar el comportamiento anímico entre animales gregarios de forma similar al aullido de una manada de lobos durante la luna llena. El bostezo entonces emitiría una señal de cansancio hacia otros miembros del grupo para sincronizar los patrones de sueño y períodos de actividad.
En su ensayo Adaptarse a la marea, Eduardo Punset sostiene que «los bostezos son un legado de nuestra condición animal anterior a la de humanos, que cumplían una finalidad social en el caso de los primates —transmitir la necesidad imperiosa de iniciar una acción colectiva y preventiva frente a intrusos—. La ciencia no ha descubierto en el bostezo ninguna utilidad en la vida moderna; ni siquiera la de oxigenar los pulmones. Experimentos realizados en la Universidad de Maryland (Estados Unidos) han demostrado que las personas sometidas a sobredosis de oxígeno no disminuyen la frecuencia de sus bostezos; son un puro residuo ancestral y genético».
Hay otra hipótesis que explica que el bostezo se debe a que los antiguos anfibios estaban provistos de branquias,y que el bostezo es equivalente a la respiración branquial.[cita requerida]
Diversos estudios recientes[¿cuál?] de escáneres cerebrales han demostrado que el bostezo provoca una única actividad neuronal en las áreas del cerebro que están directamente involucradas en la generación de conciencia social y la creación de sentimientos de empatía. Una de esas áreas es el precúneo, una pequeña estructura oculta en los pliegues del lóbulo parietal. Según los investigadores del Instituto de Neurología de Londres, el precúneo parece desempeñar un papel central en la conciencia, la autorreflexión y la recuperación de la memoria. El precúneo también es estimulado por la respiración yóguica, que ayuda a explicar por qué las diferentes formas de meditación contribuyen a un mayor sentido de autoconciencia. También es una de las zonas más afectadas por enfermedades relacionadas con la edad y problemas de déficit de atención, así que es posible que el bostezo deliberado pueda reforzar realmente esta parte importante del cerebro
Un estudio reciente de Ivan Norscia y Elisabetta Palagi de la Universidad de Pisa (Italia), encontró que el contagio del bostezo es probable que ocurra entre miembros de la misma familia, un poco menos entre amigos e incluso menos entre conocidos y extraños. Además, la demora entre el bostezo y la respuesta es mayor entre conocidos y extraños. El estudio sugiere que la empatía y la familiaridad social desempeña un rol en el determinar la presencia, la frecuencia, y la demora del contagio de bostezos, que puede ser generado, ante todo, por la cercanía emocional entre individuos y no por otras variables consideradas, tal como la nacionalidad.

## Neurología del bostezo
El bostezo es un acontecimiento estereotipado, antiguo desde el punto de vista filogenético. Las estructuras neurales necesarias para el bostezo se localizan en la médula oblongada cerca de los centros respiratorio y vasomotor. El bostezo puede desencadenarse por múltiples estímulos, como ver a alguien que bosteza, participar en una labor aburrida, o tener sueño. Varios neurotransmisores y neuropéptidos intervienen: neuronas oxitocinérgicas en el núcleo paraventricular del hipotálamo median la expresión del bostezo a través de conexiones con el hipocampo, el puente de Varolio y la médula oblongada. Las neuronas que producen el bostezo se activan por la acción de la dopamina, aminoácidos excitadores y oxitocina. Las inhiben péptidos opioides. Existen varios enlaces entre neurotransmisores y neuropéptidos relacionados con el bostezo que sugieren que este último es controlado e influenciado por múltiples vías, pero cuyos detalles aún no se precisan.